# Johann Georg Meusel
Johann Georg Meusel (Eyrichshof, 17 de março de 1743 – Erlangen, 19 de setembro de 1820) foi historiador, lexicógrafo e bibliógrafo alemão.
A partir de 1764, ele estudou história e filologia na Universidade de Göttingen, onde seus instrutores incluíram Christian Gottlob Heyne, Johann Christoph Gatterer, Gottfried Achenwall, Georg Christoph Hamberger e Christian Adolph Klotz, este último ele seguiu para a Universidade de Halle em 1766. Em 1768, ele foi nomeado professor de história na Universidade de Erfurt, onde seus colegas incluíam Karl Friedrich Bahrdt e Christoph Martin Wieland. De 1779 até o momento de sua morte em Erlangen, ele foi professor de história na Universidade de Erlangen.

## Publicações
- Die allgemeine Welthistorie durch eine Gesellschaft von Gelehrten in Teutschland und Engelland ausgefertigt. In einem vollständigen und pragmatischen Auszuge. Verfasset von Johann Georg Meusel. XVI. bis XX. Band. [1777–1779]
- Georg Christoph Hamberger / Johann Georg Meusel: Das gelehrte Teutschland oder Lexikon der jetzt lebenden teutschen Schriftsteller. [5. Aufl. 1796]
- Lexikon der vom Jahr 1750 bis 1800 verstorbenen teutschen Schriftsteller. Bd. 6, 1806; Band 11, Leipzig 1811 (Online).
- Bibliotheca historica (9 Bde., Leipzig 1782-97)
- Anleitung zur Kenntnis der Europäischen Staatenhistorie nach Gebauer'scher Lehrart. Leipzig 1775 (5. Auflage Leipzig 1816).
- Leitfaden zur Geschichte der Gelehrsamkeit. [1799]
- Teutsches Künstlerlexikon oder Verzeichnis der jetztlebenden teutschen Künstler. Nebst Verzeichniß sehenswürdiger Bibliotheken, Kunst- Münz- und Naturalienkabinette in Teutschland. [1778]
- Archiv für Künstler und Kunst-Freunde (Dresden, 1805)
- Lehrbuch der Statistik (4. Ausgabe, Leipzig, 1817), (3. Ausgabe, 1804), (2. Ausgabe, 1794), (1. Ausgabe, 1792)